# Oecomys
Oecomys es un género de roedores dentro de la tribu Oryzomyini de la familia Cricetidae. Viven en los árboles y se distribuyen a través de partes boscosas de América del Sur, y se extienden a Panamá y Trinidad.

## Especies
Se reconocen las siguientes:
- Oecomys auyantepui Tate, 1939
- Oecomys bicolor (Tomes, 1860)
- Oecomys catherinae Thomas, 1909
- Oecomys cleberi Locks, 1981
- Oecomys concolor (Wagner, 1845)
- Oecomys flavicans (Thomas, 1894)
- Oecomys mamorae (Thomas, 1906)
- Oecomys paricola (Thomas, 1904)
- Oecomys phaeotis (Thomas, 1901)
- Oecomys rex Thomas, 1910
- Oecomys roberti (Thomas, 1904)
- Oecomys rutilus Anthony, 1921
- Oecomys speciosus (J. A. Allen & Chapman, 1893)
- Oecomys superans Thomas, 1911
- Oecomys sydandersoni Carleton, Emmons & Musser, 2009
- Oecomys trinitatis (J. A. Allen & Chapman, 1893)